# 服部持法
服部 持法（はっとり じほう、生没年不明）は、鎌倉時代後期から南北朝時代にかけて活躍した伊賀国の武士、悪党。通称は右衛門太郎。諱は不明。持法は入道号。また道秀とも号する。
服部氏は伊賀国阿拝郡服部郷（現三重県伊賀市）を拠点とする有力御家人であり、阿拝郡・山田郡など北伊賀を支配下に置いていた。14世紀初頭より、同国名張郡の東大寺領黒田荘で悪党が蜂起するが、東大寺の依頼を受けた六波羅探題が鎮圧にあたるも果たせなかった。六波羅探題は嘉暦2年（1327年）伊賀守護代平常茂と服部持法に覚舜・道願ら悪党の捕縛を命ずる「厳密之沙汰」を下した。しかし悪党から賄賂を受けていた両人は手勢も連れず荘内に入り、むしろ悪党らに饗応されただけで退去し、六波羅へは悪党はすでに逐電済みであると報告しただけに終わった。六波羅探題はこの結果に納得せず、同年7月再び両人に悪党の住居破壊および捕縛を命ずる。しかし、持法らは病と称して命令を聞かず、8月になって黒田荘に出向くが、再び逐電済みと報告した。業を煮やした六波羅探題は伊賀国の地頭・御家人を同道させるべしと命令し、ようやく持法らは従ったという。
鎌倉幕府滅亡後、南北朝の動乱が始まると、服部郷高畠村の地から高畠右衛門太郎入道道秀と名乗る。この頃からは完全に悪党に転じ、北伊賀の東大寺領荘園（玉滝荘など）を浸食し、「当国名誉大悪党張本」と称された。同国内の国人衆と一揆を結び、南朝・北朝双方の間にあって、寝返りを繰り返しながら、守護の支配を退けていった。室町幕府は守護に仁木義直を任じて支配強化を図ったが、持法は一方で守護支配に抵抗する国人と結びつつ、裏では義直と結託していたという。幕府は守護を桃井直常に交代させたが、やはり国人一揆を鎮圧することはできなかった。貞和2年（1346年）将軍足利尊氏・副将軍足利直義兄弟が夢窓疎石の勧めにより、全国に安国寺利生塔の建立を命じた際には、伊賀国に対し幕府は服部持法と柘植新左衛門に寺領保護と造営成否の注進を命じている。その後も伊賀は惣国一揆と守護仁木氏が共存する状態が室町時代を通じて維持された。